# Notosceles chimmonis
Notosceles chimmonis is een krabbensoort uit de familie van de Raninidae. De wetenschappelijke naam van de soort is voor het eerst geldig gepubliceerd in 1922 door Bourne.